# Sony v. Connectix
Sony Computer Entertainment v. Connectix Corporation, 203 F.3d 596 (2000) est une décision de la cour d'appel des États-Unis pour le neuvième circuit qui statue que la copie d'un BIOS protégé sous copyright pour le développement d'un émulateur ne constitue pas une violation du copyright mais est protégé par la doctrine du fair use. Cette décision note également que la marque déposée Sony n'a pas été terni par Connectix Corp. via la vente de son émulateur, la Virtual Game Station.